# Tren turístico

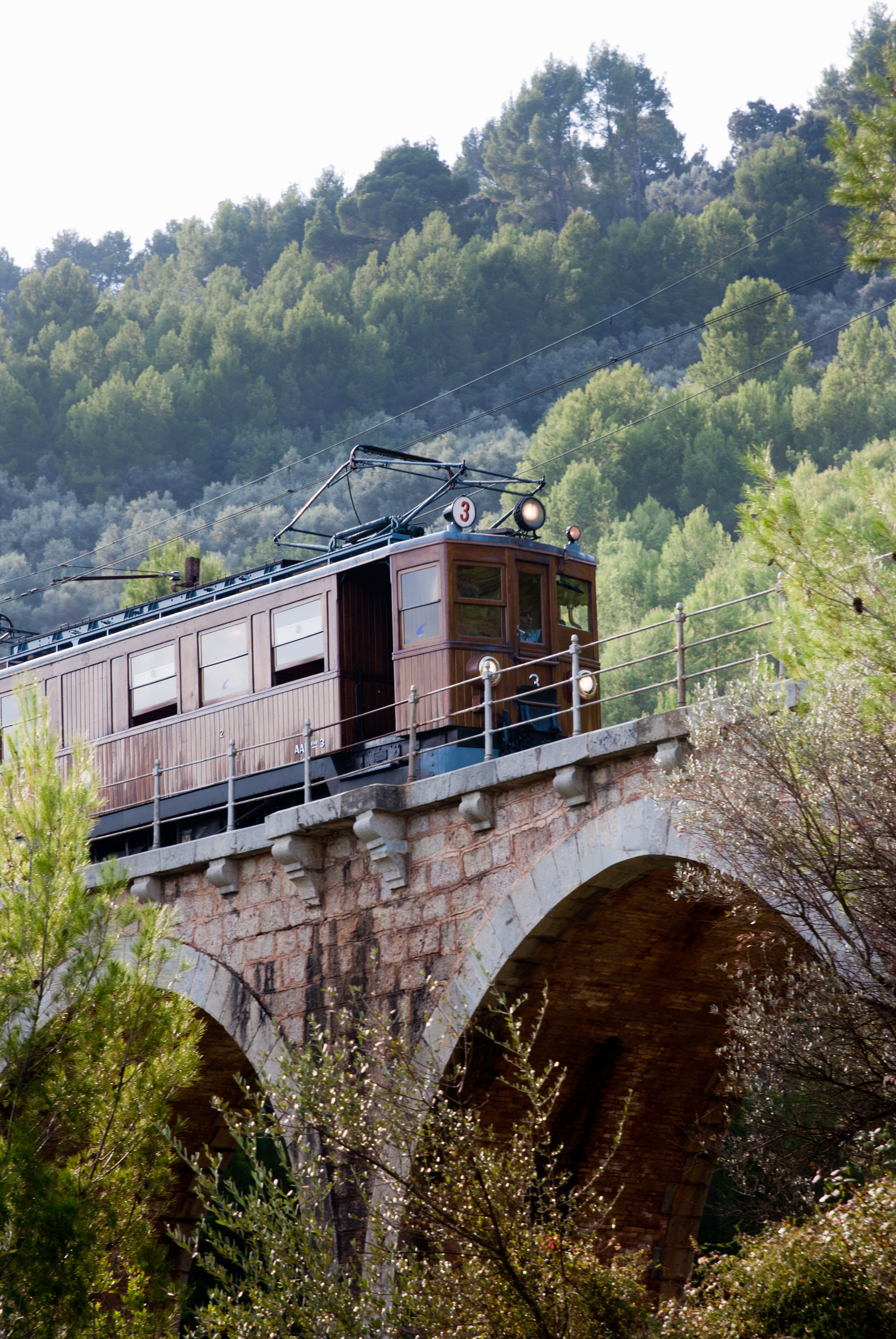
Ferrocarril de Sóller, en Mallorca (España)

Un tren turístico es un tren que recorre una ruta turística ferroviaria, ya sea por ser un tren con un diseño único, por realizar un recorrido singular o emblemático, por prestar un servicio exclusivo, o por cualquier otra cosa que lo distinga de otros trenes y líneas regulares. Cuando para ello se utiliza material histórico, se denomina tren histórico

## Historia
El concepto de un ferrocarril turístico nace y se desarrolla en el Reino Unido, donde se crea el heritage railway con material rodante histórico y líneas de ferrocarril que cesaron su uso comercial. En esta nación, el 11 de octubre de 1950 se crea la primera asociación para la recuperación con fines turísticos del ferrocarril de Talyllyn en el centro de País de Gales. En 1955, una vez que el plan para la modernización de los ferrocarriles británicos se espera, muchas locomotoras de vapor se dejaron de lado y se conservan por los grupos de aficionados a los cientos de líneas con poco tráfico que cerraron durante los años 60. En la actualidad hay más de 100 ferrocarriles turísticos que operan solamente en el Reino Unido, con más de 2000 locomotoras históricas, no sólo de vapor, sino también la primera generación de diesel y eléctrica, conservadas para funcionar. La prohibición de la tracción a vapor en las líneas principales en el Reino Unido se retiró en 1971.

## Trenes turísticos de lujo
El concepto de trenes turísticos nació originalmente para ofrecer conexiones confortables de larga distancia, como el Orient Express. En la actualidad, se han creado determinadas rutas con trenes de lujo para ofrecer una experiencia de viaje al viajero a bordo.

## Costa Rica
En 1993 se cierra el Ferrocarril al Atlántico de Costa Rica que comunicaba la provincia de San José con la Provincia de Limón, este fue un recorrido que atravesaba pequeños pueblos, valles y ríos. 
El Instituto Costarricense de Ferrocarriles reactivó un tramo de esta línea con fines turísticos.  Estos viajes se realizan en trenes antiguos con coches de madera los cuales datan de finales de la década del 1920, principalmente en los meses de julio y agosto entre Siquirres y Moín dentro de la provincia de Limón.

## España

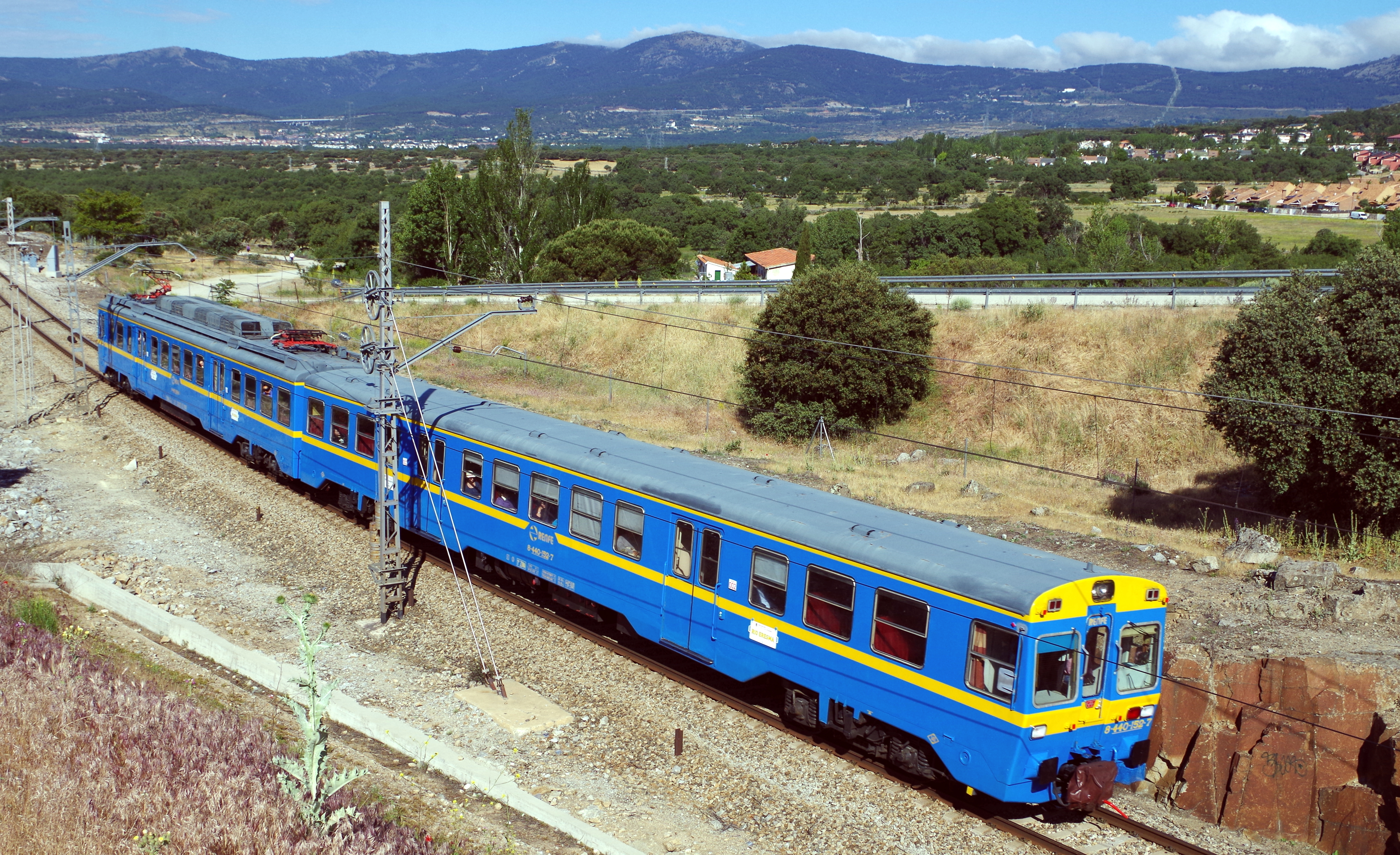
Tren turístico «Río Eresma», en la ruta Madrid-Segovia, de la Asociación de Amigos del Ferrocarril de Madrid.

En España existen diversos trenes turísticos operados por Renfe Viajeros y por diversas asociaciones de la Federación Española de Asociaciones de Amigos del Ferrocarril.
El primer tren turístico que se puso en funcionamiento fue el Limón Exprés en 1971, que recorría el norte de la Costa Blanca, en Alicante, por la que transcurría una línea de FEVE traspasada posteriormente a los Ferrocarriles de la Generalidad Valenciana. Debido al éxito que supuso el Limón Exprés se crearon o recuperaron nuevas rutas para uso turístico. Una de las más antiguas es el Tren de Sóller, que aunque no se diseñó como una ruta turística, actualmente tiene la consideración de tren turístico debido a que funciona ininterrumpidamente desde 1912 con una máquina de principios del siglo XX. En la cuenca minera de Riotinto-Nerva se recuperó a principios de la década de 1990 el antiguo ferrocarril para el establecimiento del denominado tren turístico minero.

### Trenes turísticos de lujo
Renfe Viajeros opera cuatro trenes turísticos de lujo: El Transcantábrico Gran Lujo, el Costa Verde Express, el Tren Al-Ándalus y el Expreso de La Robla.

### Trenes históricos
Algunos trenes turísticos son trenes históricos, ya que utilizan material histórico preservado, como el Tren de Felipe II y el Tren de la Fresa, que gestiona la Fundación de los Ferrocarriles Españoles, o la completa campaña de viajes que organiza la Asociación de Amigos del Ferrocarril de Madrid.

## México
En México una de los principales fundamentos del Tren Maya es el turismo. Existe otro tren que recorre las Barrancas del Cobre.